# VAQ-137
Escadron d'attaque électronique 137
Le Electronic Attack Squadron 137 (VAQRON 137 ou VAQ-137), est un escadron de attaque électronique de l'US Navy stationné à la Naval Air Station Whidbey Island, en Virginie, aux États-Unis. L'escadron a été créé en 1973 et est surnommé "Rooks". Le VAQ-137 est équipé du EA-18G Growler et actuellement affecté au Carrier Air Wing One sur l'USS Harry S. Truman (CVN-75). Leur indicatif radio est "Rook" et leur code arrière est "AB" du CVW-1.

## Origine
Il y a eu deux escadrons distincts désignés VAQ-137. Les règles de lignée de l'escadron de la Marine ne permettent pas à un escadron suivant utilisant la même désignation (dans ce cas: VAQ-137) qu'un escadron précédent de revendiquer l'histoire ou l'héritage de l'ancien escadron, mais l'escadron suivant peut utiliser l'ancien l'insigne et/ou le nom de l'escadron en hommage au premier. Les histoires des deux escadrons sont décrites ci-dessous.

### premier VAQ-137
Le VAQ-137 a été créé le 14 décembre 1973 et déployé pour la première fois en 1974 avec le Carrier Air Wing Fourteen (CVW-14) à bord de l'USS  Enterprise (CVN-65), pilotant des EXCAP EA-6B Prowler. En avril 1975, en station en mer de Chine méridionale, l'escadron a assuré la surveillance électronique pour l'Opération Frequent Wind, l'évacuation des Américains de Saïgon. Entre 1976 et 1978, l'escadron a effectué deux croisières méditerranéennes avec le Carrier Air Wing Six (CVW-6) à bord de l'USS America (CV-66). 

### Second VAQ-137
Le premier escadron a été dissout le 26 mai 1994. En 1995, les décisions budgétaires du programme 752 et 753 ont détaillé la création de 5 escadrons EA-6B Prowler pour remplacer l'EF-111A Raven de l'US Air Force dans l'accomplissement du rôle d'attaque électronique conjointe. Le VAQ-137 actuel était le troisième de ces cinq escadrons à être créé et a été établi le 1er octobre 1996 au Naval Air Station Whidbey Island. Après avoir atteint sa pleine capacité opérationnelle, l'escadron a été affecté au porte-avions du Carrier Air Wing One et déployé à bord de l'USS George Washington (CVN-73).
En mars 2015, les Rook se sont déployés pour la première fois aux commandes de l'EA-18G Growler, dans le cadre du CVW-1 à bord de l'USS Theodore Roosevelt (CVN-71).

## Service

### Décorations
- 4  Navy Unit Commendation
- 5  Meritorious Unit Commendation
- 3  Navy Expeditionary Medal
- 2  Armed Forces Expeditionary Medal
- 1  Humanitarian Service Medal
- 6 Safety "S" (en)
- 8 Battle "E" (en)

## Galerie
|                            |
| Prowler du VAQ-137 en 2003 |

|                            |
| Growler du VAQ-137 en 2007 |